# Biboki Feotleu
Biboki Feotleu ist ein indonesischer Distrikt (Kecamatan) im Westen der Insel Timor.

## Geographie
| „Dorf“ (Desa) | Verwaltungssitz | Fläche   | Einwohner | Bevölkerungs- dichte |
| ------------- | --------------- | -------- | --------- | -------------------- |
| Manumean      | Manumean        | 16 km²   | 551       | 34                   |
| Kuluan        | Non             | 30 km²   | 826       | 28                   |
| Naku          | Kukinu          | 18,7 km² | 1.044     | 56                   |
| Makun         | Bes‘asu         | 39 km²   | 1.030     | 26                   |
| Biruntan      | Wehedan         | 21 km²   | 777       | 37                   |

Der Distrikt befindet sich im Osten des Regierungsbezirks Nordzentraltimor (Timor Tengah Utara) der Provinz Ost-Nusa-Tenggara (Nusa Tenggara Timur). Im Norden liegt der Distrikt Biboki Anleu, im Südwesten Biboki Moenleu und Südbiboki (Biboki Selatan) und im Süden Nordbiboki (Biboki Utara). Im Osten grenzt Biboki Feotleu an den Regierungsbezirk Belu mit seinem Distrikt Westtasifeto (Tasifeto Barat).
Biboki Feotleu hat eine Fläche von 124,70 km² und teilt sich in die fünf Desa Manumean, Kuluan, Naku, Makun und Birunatun. Manumean und Kuluan liegen in einer Meereshöhe zwischen 200 m und 500 m, Makun und Birunatun über 500 m und Naku bei 634 m. Das Klima teilt sich, wie sonst auch auf Timor, in eine Regen- in Dezember bis März und eine Trockenzeit von Juni bis September. 44,50 % der Fläche des Distrikts sind bewaldet.

## Einwohner
2017 lebten in Biboki Feotleu 4.228 Einwohner. 2.176 waren Männer, 2.052 Frauen. Die Bevölkerungsdichte lag bei 34 Personen pro Quadratkilometer. 4.266 Personen bekannten sich zum katholischen Glauben und zwei waren Protestanten. Im Distrikt gab es eine katholische Kirche und drei Kapellen.

## Wirtschaft, Infrastruktur und Verkehr
Die meisten Einwohner des Distrikts leben von der Landwirtschaft. 99 % der Haushalte hier betreiben Landwirtschaft. Als Haustiere werden Rinder (4.014), Pferde (elf), Büffel (elf), Schweine (21.396), Ziegen (892) und Hühner (4.772) gehalten. Auf 400 Hektar wird Mais angebaut, auf 139 Hektar Reis, auf 400 Hektar Maniok, auf zehn Hektar Süßkartoffeln und auf 15 Hektar Erdnüsse. Weitere landwirtschaftliche Produkte sind Avocados, Mangos, Orangen, Papayas, Bananen, Ananana und Jackfrüchte.
In Biboki Feotleu gibt es sieben Grundschulen und eine Mittelschule. Zur medizinischen Versorgung stehen ein kommunales Gesundheitszentrum (Puskesmas), zwei medizinische Versorgungszentren (Puskesmas Pembantu) und drei Hebammenzentren (Polindes) zur Verfügung.
Der öffentliche Verkehr wird betrieben durch sechs Kleinbusse, vier Lastwagen, einem Bus und 13 Motorrädern.